# Historyline: 1914–1918
Historyline: 1914–1918 (auf Englisch erschienen als The Great War: 1914–1918) ist ein 1992 erschienenes rundenbasiertes Strategiespiel des deutschen Softwareherstellers Blue Byte. Es verwendet eine modifizierte Version der Spieloberfläche des ein Jahr vorher erschienenen Spiels Battle Isle. Als Szenario fungiert der Erste Weltkrieg, genauer die Westfront.

## Spielprinzip
Auf fiktiven Karten, die in ein Sechseckraster unterteilt sind, verschiebt der Spieler gegen den Computergegner oder einen Mitspieler Einheiten und lässt diese gegeneinander kämpfen. Ein Spieler kann entweder die deutsche oder die französische (alliierte) Seite einnehmen. An Einheiten stehen beispielsweise Infanterie, Kavallerie, sowie verschiedene Artillerie-, Transporter-, Panzer-, Flugzeug- und Schiffstypen zur Verfügung. Diese unterscheiden sich in ihrer Kampfstärke (differenziert nach Kämpfen mit Land-, Luft- und Wassereinheiten) und in ihrer Geschwindigkeit (Anzahl der Felder, die sie pro Runde überqueren können). Die Einheiten gewinnen bei jedem Kampf Erfahrungspunkte und sind so bei späteren Kämpfen erfolgreicher. Manche Karten enthalten Fabriken, in denen Nachschubeinheiten produziert werden können. In den Fabriken, in sogenannten Depots und im Hauptquartier kann man Einheiten, die bei Kämpfen beschädigt wurden, wieder reparieren lassen.
Ziel jeder Karte ist es, das gegnerische Hauptquartier einzunehmen oder alle gegnerischen Einheiten zu vernichten.

## Historische Korrektheit
Obwohl es sich bei den Spielfeldern um fiktive Karten handelt, hielten sich die Entwickler eng an die historischen Fakten:
- Bei den Einheiten handelt es sich um tatsächlich zum Einsatz gekommene Modelle. Beispielsweise stehen als Flugzeugtypen auf alliierter Seite Modelle von Société de Production des Aéroplanes Deperdussin und auf deutscher Seite von der Gothaer Waggonfabrik oder Junkers zur Verfügung. Die Kampfstärke und Geschwindigkeit dieser Einheiten wurde anhand der tatsächlichen technischen Daten festgelegt.
- Jede Karte entspricht zwei Monaten des Kriegsverlaufs. Es kommen nur Einheiten zum Einsatz, die es zum jeweiligen Zeitpunkt schon gab. So stehen erst ab 1916 Panzer zur Verfügung. Darüber hinaus stellen die Karten die Jahreszeiten dar, z. B. liegt im Winter Schnee und die Einheiten kommen langsamer voran.

Ein besonderes Merkmal des Spiels ist außerdem, dass umfangreiche Informationen zum Ersten Weltkrieg vermittelt werden:
- Zu Beginn wird in einem, für damalige Verhältnisse aufwendigen, animierten Intro die Vorgeschichte dargestellt (Bündnispolitik Otto von Bismarcks, Zerfall der Bündnisse unter Wilhelm II., Attentat von Sarajevo).
- Nach dem Abschluss jeder Schlacht werden in Kurzform die Entwicklung des Kriegs in den zwei Monaten, aber auch aktuelle kulturelle Ereignisse dargestellt. Hierzu wurden viele historische Fotografien eingescannt.
- Wenn auf einer Karte neue Einheiten zum Einsatz kommen, wird eine Fotografie mit historischen Hintergrundinformationen gezeigt. Dies wird bei deutschen Einheiten durch die Wacht am Rhein, bei alliierten Einheiten durch die Marseillaise musikalisch untermalt.

Die historische Korrektheit des Spiels und der Verzicht auf jegliches martialische Säbelrasseln wurde vielfach gelobt. Ein Redakteur, der das Spiel für die Zeitschrift Power Play testete, äußerte im Testbericht, dass er durch das Spiel mehr über den Ersten Weltkrieg gelernt habe als in seiner Schulzeit.

## Balancing
Die später erschienene englische Version ist hinsichtlich des Balancings wesentlich verbessert worden. So sind beispielsweise Fernkampfwaffen im Vergleich zur deutschen Fassung abgeschwächt. Weiterhin wurden Auswirkungen von Gelände und Zufall stärker berücksichtigt.

## Rezeption
In der PC Player 1993-11 bekam die CD-ROM Fassung eine Wertung von 78 Punkten.

## Wiederveröffentlichung
Historyline: 1914–1918 wurde 2009 von Good Old Games für moderne MS-Windows-PCs lauffähig gemacht und als Paket zusammen mit den ersten drei Teilen von Battle Isle und Incubation als Download wiederveröffentlicht.